# 江西詩社宗派圖
《江西詩社宗派圖》，作者呂本中，約作於崇寧元年（1102年），最早記載見於南宋胡仔《苕溪漁隱叢話》前集卷四十八，成為“江西詩社”“江西詩派”之濫觴。當中尊黃庭堅為詩派之祖，並羅列了陳師道、潘大臨、謝逸、洪芻、饒節、僧祖可、徐俯、洪朋、林敏修、洪炎、汪革、李錞、韓駒、李彭、晁沖之、江端本、楊符、謝薖、夏倪、林敏功、潘大觀、何顗、王直方、僧善權、高荷等二十五人。

## 版本
- 趙彥衛《雲麓漫鈔》：無何覬，有呂本中。
- 胡仔《苕溪漁隱》與彭大翼《山堂肆攷》：有何顗，無高荷。
- 張華《豫章志》：有高荷、何顒，無何顗。

## 外部連結
- 江西詩社宗派圖錄